# Gare de Sisteron
Gare de Sisteron vasútállomás Franciaországban, a provence-i Sisteron kisvárosában.

## Jellemzői
1872. november 25-én nyílt meg a Volx és Sisteron közötti vasútvonal, és ezzel együtt a város vasútállomása. 1875. február 1-jén a Sisteron és Veynes - Dévoluy közötti vonalszakasz is megnyitásra került.
A 483 méteres magasságban létesített Sisteron állomás a Lyon-Perrache Marseille-Saint-Charles-ig (Grenoble-on keresztül) tartó vonal 290.565-ös kilométerpontján (PK) található, a Laragne és a Château-Arnoux-Saint-Auban állomások között. Laragne irányában található a 847 m hosszú sisteroni alagút, amely a város alatt vezet át és Mison egykori, mára már bezárt állomása.Château-Arnoux irányába Peipin és Château-Arnoux - Volonne bezárt és megszüntetett állomásai találhatóak. A sisteroni vasútállomás több kitérővágánnyal is rendelkezik, mivel a vasútvonal egyvágányú, és csak itt tudnak a személyvonatok egymás mellett elhaladni, és a tehervonatok kitérni.

## Vasútvonalak
Az állomást az alábbi vasútvonalak érintik:
- Lyon-Perrache-Grenoble-Marseille-vasútvonal

## Kapcsolódó állomások
A vasútállomáshoz az alábbi állomások vannak a legközelebb:
- Gare de Château-Arnoux-Saint-Auban (Gare de Marseille-Saint-Charles, Ligne Marseille - Briançon)
- Mison railway station (Gare de Briançon, Ligne Marseille - Briançon)

## Galéria

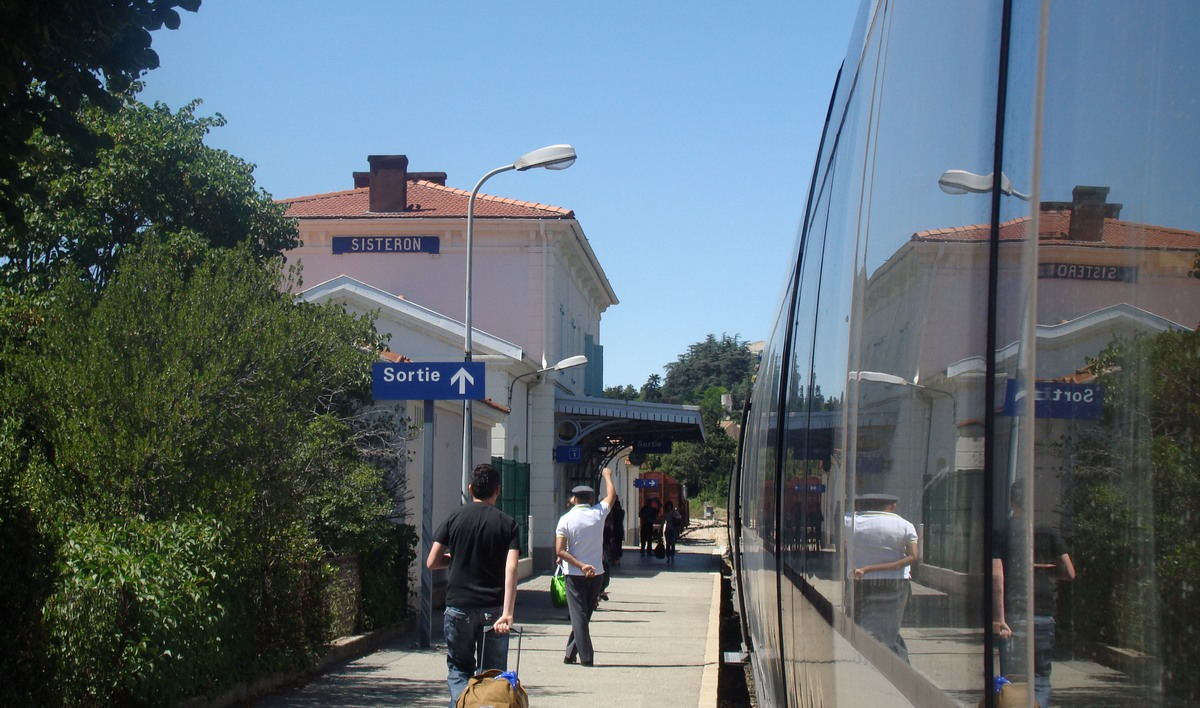
A vasútállomás épülete.
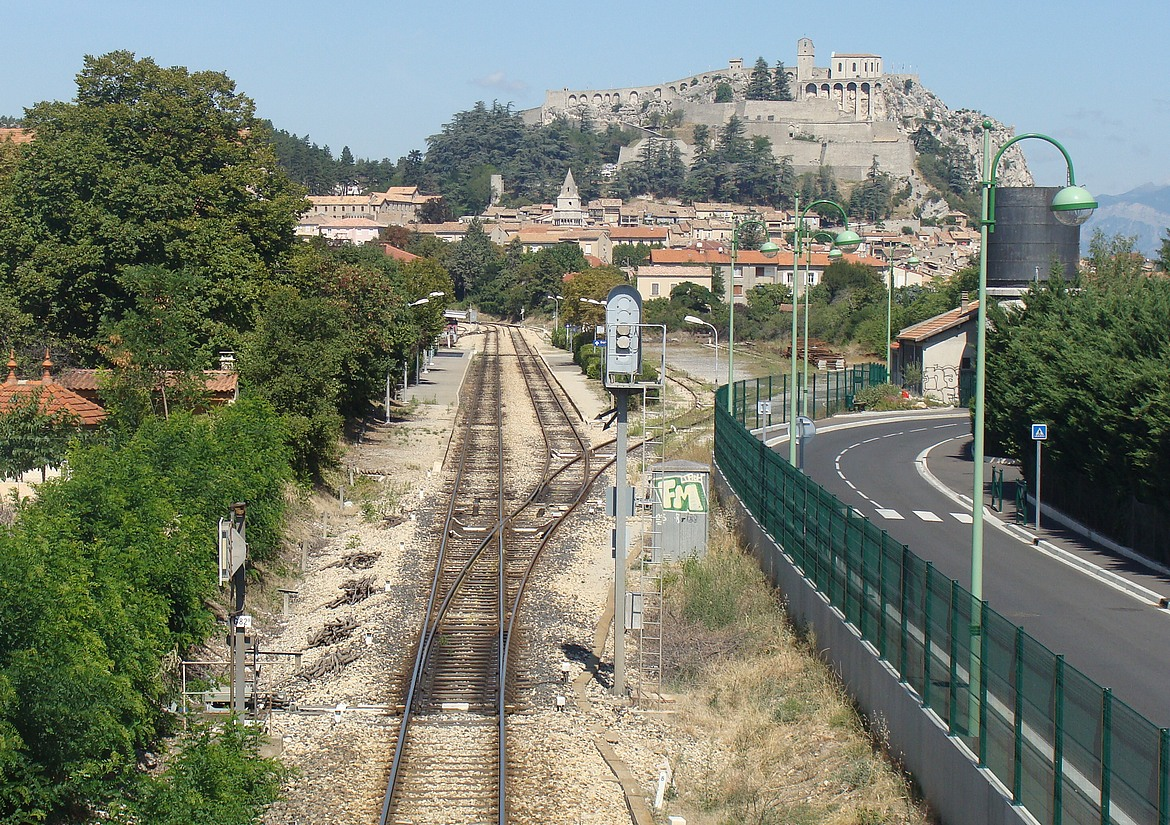
A város vasútállomása, a háttérben Sisteron középkori fellegvárával.

## Fordítás
- Ez a szócikk részben vagy egészben  a   Gare de Sisteron című francia Wikipédia-szócikk ezen változatának fordításán alapul.  Az eredeti cikk szerkesztőit annak laptörténete sorolja fel. Ez a jelzés csupán a megfogalmazás eredetét és a szerzői jogokat jelzi, nem szolgál a cikkben szereplő információk forrásmegjelöléseként.  -  Vasútportál
  -  Franciaország-portál